# 6553 Seehaus
6553 Seehaus è un asteroide della fascia principale. Scoperto nel 1989, presenta un'orbita caratterizzata da un semiasse maggiore pari a 3,0536291 UA e da un'eccentricità di 0,0755732, inclinata di 13,35874° rispetto all'eclittica.
L'asteroide è dedicato al pittore tedesco Paul Adolf Seehaus.